# Коптево (Донецкая область)
Коптево (укр. Коптєве) — село на Украине, находится в Добропольском районе Донецкой области.
Код КОАТУУ — 1422086606. Население по переписи 2001 года составляет 88 человек. Почтовый индекс — 85052. Телефонный код — 6277.

## Адрес местного совета
85052, Донецкая область, Добропольский р-н, с. Новоторецкое, ул.Гагарина, 18, 7-13-31